# Atlético Comonfort
Atlético Comonfort, auch bekannt unter der Bezeichnung Mastines de Comonfort, war ein mexikanischer Fußballverein aus dem Ort Empalme Escobedo in der Gemeinde Comonfort im Bundesstaat Guanajuato.

## Geschichte
Die Mastines gewannen in der Apertura 2007 mit einer Mannschaft, die vorwiegend aus Spielern der Gemeinde Comonfort sowie aus der Stadt Celaya (darunter José Juan Vázquez, der in der Saison 2013/14 beide Meistertitel mit dem Club León gewann) bestand, die Meisterschaft der viertklassigen Tercera División und qualifizierte sich somit für den Aufstieg in die drittklassige Segunda División.
Den Aufstieg nahm der Verein jedoch nicht wahr, sondern veräußerte seine Drittligalizenz an die Mapaches de Nueva Italia, als deren wichtigster Finanzier Álvarez Álvarez vermutet wird. Ermittlungen zufolge gehörte Wenseslao Álvarez, besser bekannt als „El Wencho“ bzw. „El Wuenchis“, zum Drogenkartell La Familia Michoacana und nach seiner Festnahme war die Aufrechterhaltung des Spielbetriebes nicht mehr gegeben, weil niemand anderes aus dem Umfeld der Mapaches in der Lage war, die hierfür erforderlichen finanziellen Mittel aufzubringen.

## Erfolge
- Meister der Tercera División: Apertura 2007